# David Lombán
David Rodríguez Lombán (ur. 5 czerwca 1987 w Avilés) – hiszpański piłkarz występujący na pozycji obrońcy.

## Statystyki klubowe
| Sezon   | Klub           | Kraj      | Liga               | Mecze | Bramki | Puchar Kraju | Mecze | Bramki |
| ------- | -------------- | --------- | ------------------ | ----- | ------ | ------------ | ----- | ------ |
| 2006/07 | Valencia B     | Hiszpania | Segunda División B | 11    | 0      | -            | -     | -      |
| 2007/08 | Valencia CF    | Hiszpania | Primera División   | 3     | 0      | -            | -     | -      |
| 2008/09 | Valencia CF    | Hiszpania | Primera División   | 0     | 0      | -            | -     | -      |
| 2008/09 | Valencia B     | Hiszpania | Segunda División B | 2     | 0      | -            | -     | -      |
| 2009/10 | UD Salamanca   | Hiszpania | Segunda División   | 24    | 1      | -            | -     | -      |
| 2010/11 | Xerez CD       | Hiszpania | Segunda División   | 38    | 2      | -            | -     | -      |
| 2011/12 | Xerez CD       | Hiszpania | Segunda División   | 37    | 2      | -            | -     | -      |
| 2012/13 | FC Barcelona B | Hiszpania | Segunda División   | 33    | 3      | -            | -     | -      |
| 2013/14 | Elche CF       | Hiszpania | Primera División   | 28    | 1      | -            | -     | -      |
| 2014/15 | Elche CF       | Hiszpania | Primera División   | 34    | 5      | Puchar Króla | 2     | 0      |
| 2015/16 | Granada CF     | Hiszpania | Primera División   | 31    | 0      | Puchar Króla | 1     | 0      |
| 2016/17 | Granada CF     | Hiszpania | Primera División   | 21    | 2      | Puchar Króla | 2     | 0      |
| 2017/18 | SD Eibar       | Hiszpania | Primera División   | 13    | 1      | Puchar Króla | 2     | 0      |
| 2018/19 | Málaga CF      | Hiszpania | Segunda División   | 10    | 0      | -            | -     | -      |

Stan na: 10 czerwca 2019 r.